# Abados
Abados é um lugar da antiga freguesia portuguesa de Carvalhais, no Município de São Pedro do Sul, de cuja sede dista vinte quilómetros.
O nome do lugar é por vezes lido erroneamente como Abades, embora não exista ali tal topónimo. O "Diccionario Geografico" do padre Luís Cardoso, de 1747, documenta-o com ambas as formas, a páginas 4 e 6, como se se tratasse de dois lugares diversos.
Abados era, em 1747, uma aldeia da freguesia de Santiago Maior, da Vila de Carvalhais, do extinto concelho de Lafões. Estava subordinada ao Bispado e Comarca de Viseu, pertencendo à Província da Beira.
Tinha dezasseis vizinhos, e situava-se numa planície ao pé da Serra da Arada. Era regada com o ribeiro chamado Contensa, que a fazia muito fértil, e aprazível por todas as suas margens, que estavam cobertas de muito arvoredo, carregado de videiras. Produzia em grande abundância trigo, azeite, centeio, milho, vinho, vinho, castanha, e toda a casta de frutas, assim de espinho como de caroço, temporãs e serôdias; e tinha muitas hortas em que se dava hortaliça de todas as castas, de excelente gosto e grandeza.